# Gura Bâscei, Buzău
Gura Bâscei este un sat în comuna Cislău din județul Buzău, Muntenia, România. Se află în apropierea confluenței între râul Bâsca Chiojdului și râul Buzău, în Subcarpații de Curbură.